# Methylquecksilberverbindungen
Methylquecksilberverbindungen, häufig kurz als Methylquecksilber bezeichnet (Abk. MM von englisch Methylmercury, MeHg), sind eine Gruppe von metallorganischen Verbindungen aus Quecksilber (quecksilberorganische Verbindungen) mit einer Methylgruppe. Sie liegen als einfach positiv geladene Ionen vor (CH3Hg+) und können Verbindungen mit negativ geladenen Ionen wie dem Hydroxid- oder Chloridion eingehen. Methylquecksilber bildet sich in der Natur durch Biomethylierung, wirkt giftig und reichert sich in der Nahrungskette an. Die Vergiftung mit Methylquecksilber äußert sich beispielsweise in der Minamata-Krankheit.

## Einzelverbindungen
Zu den Methylquecksilberverbindungen werden vor allem Methylquecksilberchlorid und Methylquecksilberhydroxid gezählt.
| Gefahrensymbol | Gefahrensymbol | Gefahrensymbol |

| Gefahrensymbol | Gefahrensymbol | Gefahrensymbol |

## Eigenschaften
Methylquecksilber zeichnet sich durch eine hohe Affinität zu Schwefel, insbesondere Sulfhydrylgruppen, aus, wie sie zum Beispiel bei der Aminosäure Cystein vorkommen. Mit diesen ist es in der Lage, kovalente Bindungen zu knüpfen. In Fischen liegt Methylquecksilber – durch die hohe Affinität zu Schwefel – als Cysteinkomplex vor.
Methylquecksilberchlorid ist fettlöslich und hautgängig und kann so in den Körper gelangen.

## Sicherheitshinweise
Organische Quecksilberverbindungen sind sehr giftig und als umweltgefährlich eingestuft. Sie haben die Wassergefährdungsklasse 3 und gelten somit als stark wassergefährdend. Sie wirken toxisch auf das zentrale und periphere Nervensystem und schädigen in höheren Dosen zusätzlich Leber und Nieren sowie die Herzmuskulatur. Sie stören weiterhin die Immunantwort des Körpers. Bei der Arbeit sollten unbedingt spezielle beschichtete Schutzhandschuhe getragen werden, da z. B. Nitril-Handschuhe als Schutz nicht ausreichend sind.

## Nachweis
Die analytische Bestimmung des Methylquecksilbergehalts in Umwelt- und Lebensmittelproben erfolgt üblicherweise mittels ICP-MS-Spektroskopie.
Einer vergleichenden Studie aus dem Jahr 2008 des Niedersächsischen Landesamtes für Verbraucherschutz und Lebensmittelsicherheit zufolge können einzelne Fische exponierter Arten, wie Hai, Schwertfisch, „Schillerlocken“ und Thunfisch, die Höchstmenge von 1 mg/kg überschreiten. Basierend auf der Wasserrahmenrichtlinie wurde unter Berücksichtigung der Sekundärtoxizität für Vögel und Säugetiere eine Umweltqualitätsnorm für gelöstes Methylquecksilber von 0,004 ng/l abgeleitet. Dieser Wert wird häufig überschritten.
In südeuropäischen Ländern lag die durchschnittliche Konzentration von Methylquecksilber in Muttermilch bei 0,17–0,68 μg·kg−1.

## Globales Programm der Vereinten Nationen
Die Vereinten Nationen haben in ihrem United Nations Environmental Program Governing Council Quecksilber seit 2001 auf der Liste der regulierten Substanzen der globalen Umweltverschmutzungen. 2013 wurde das Minamata-Übereinkommen zur Eindämmung der Quecksilberemissionen unterzeichnet.